# Motown
Motown Records, hay được biết với tên Tamla Motown ở bên ngoài Bắc Mỹ, là một hãng thu âm được thành lập vào tháng 12 năm 1959 tại Detroit, Michigan, Hoa Kỳ. Sáng lập bởi Berry Gordy với tên gọi đầu tiên là Tamla Records, hãng đã được thống nhất trở thành Motown Record Corporation vào năm 1960. Cái tên của hãng, được ghép từ hai từ motor và town, cũng là một tên gọi khác của thành phố Detroit.
Motown đóng một vai trò quan trọng vào quá trình bình đẳng chủng tộc trong âm nhạc phổ thông, nó là công ty thu âm đầu tiên do người Mỹ gốc Phi làm chủ và đã giúp đỡ đem lại thành công trên nhiều bảng xếp hạng (crossover) cho những nghệ sĩ người Mỹ gốc Phi. Những năm 1960, Motown đã mở đầu thành công một thứ âm nhạc gọi là ""Âm thanh Motown" (The Motown Sound), một thể loại nhạc soul cùng với âm hưởng pop rất đặc trưng.
Motown đã phát hành và phân phối âm nhạc với hơn 45 chi nhánh ở nhiều thể loại khác nhau, trong đó hãng nổi tiếng với những thể loại như R&B, soul, hip hop và pop. Motown Records rời trụ sở khỏi Detroit tới Los Angeles vào năm 1972, và tiếp tục là công ty độc lập cho đến 28 tháng 6 năm 1988, khi Gordy đã bán công ty cho hãng MCA. Hiện nay, với trung tâm đặt tại thành phố New York, Motown Records đã trở thành một chi nhánh của The Universal Motown/Universal Republic Group, với công ty mẹ là Universal Music Group.

## Lịch sử

### "Hitsville USA": 1959–1972

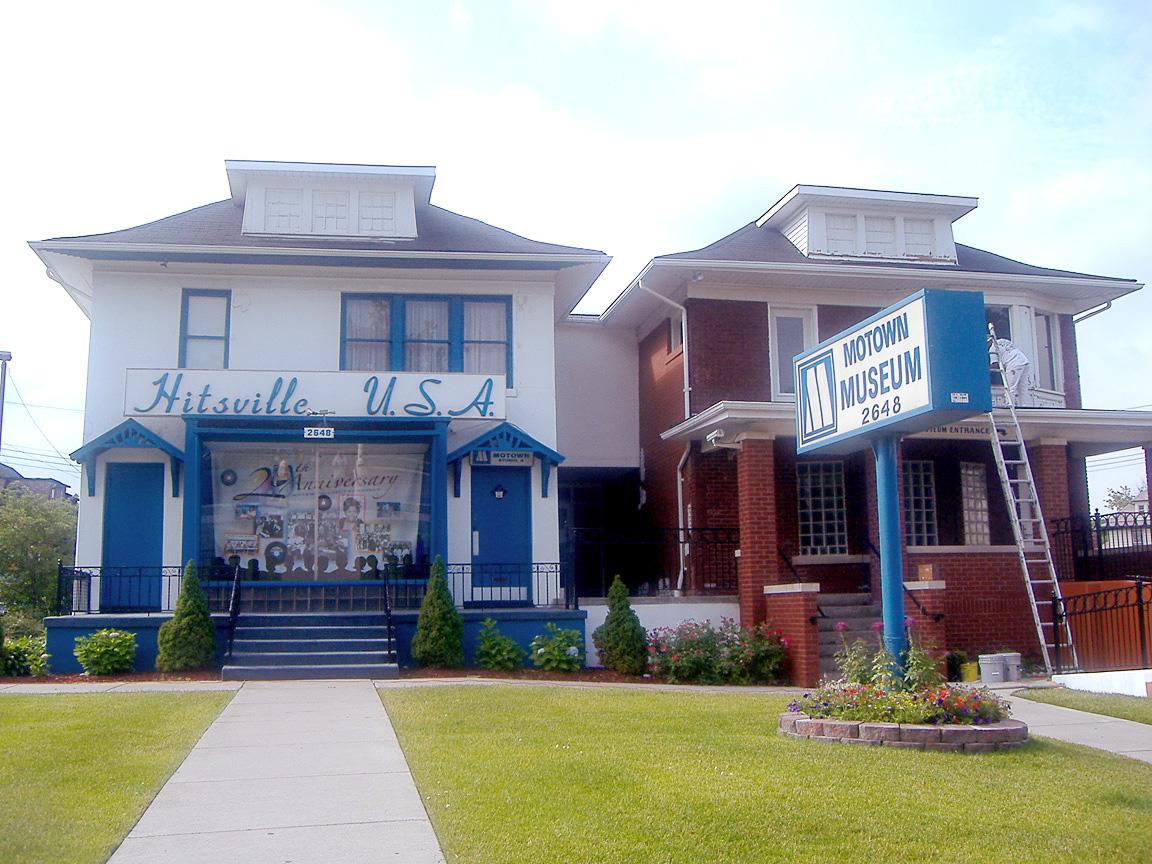
Ngôi nhà Hitsville U.S.A. tại Detroit, Michigan, là nơi đặt trụ sở của Motown từ năm 1959 đến 1968.

Berry Gordy khởi đầu là một nhạc sĩ viết ca khúc tại Detroit cho những nghệ sĩ như Jackie Wilson và The Matadors. Đĩa đơn của Wilson, Lonely Teardrops do Gordy sáng tác, đã giành được thành công lớn, tuy nhiến Gordy không thấy thỏa mãn với số tiền ông nhận được cho ca khúc này và những đĩa đơn khác mà ông đã viết cho Wilson. Gordy nhận ra rằng việc sinh lời hơn cả là sản xuất đĩa hát và tự sở hữu bản quyền.
Năm 1959, Billy Davis và chị gái của Berry, Gwen và Anna Gordy, đã sáng lập ra Anna Records. Davis và Gwen Gordy muốn Berry trở thành chủ tịch công ty, nhưng Berry lại muốn có công ty của riêng mình. Bởi vậy, cũng trong năm đó, Berry sáng lập Tamla Records, với 800$ mượn từ gia đình mình. Đầu tiên Gordy muốn đặt tên hãng là "Tammy" Records, lấy từ tên một ca khúc nổi tiếng của Debbie Reynolds. Tuy nhiên đã có công ty mang tên này, do đó ông quyết định lấy tên Tamla thay thế.
Những nghệ sĩ đầu tiên ký hợp đồng với Gordy là The Matadors, nhóm nhạc trước đó ông đã từng viết và sản xuất ca khúc, sau khi gia nhập đã đổi tên thành The Miracles. Ca sĩ chính của nhóm là Smokey Robinson, trở thành phó chủ tịch công ty (sau này Robinson đã đặt tên con gái là Tamla và con trai là Berry để nhằm tưởng nhớ đến Gordy và hãng đĩa). Nhiều thành viên trong gia đình Gordy, như người cha Berry, Sr., các anh em Robert và George, em gái Esther đều tham gia hoạt động trong công ty. Vào giữa thập niên, Gwen và Anna Gordy đã gia nhập hãng đĩa trong vai trò hành chính.
Cũng trong năm 1959, Gordy đã mua một bất động sản và đã trở thành trụ sở Hitsville USA của Tamla. Phòng nhiếp ảnh ở phía sau căn nhà đã được sửa chữa thành một phòng thu âm nhỏ và gia đình Gordy đã chuyển đến sống ở tầng hai. Trong một vài năm, Motown đã mua một vài căn nhà lân cận để làm trụ sở quản lý, phòng luyện tập, mix và master.
Những nghệ sĩ đến với Tamla sớm nhất còn có Mable John, Barrett Strong và Mary Wells. Đĩa phát hành đầu tiên là Come to Me của Marv Johnson vào năm 1959. Bài hit đầu tiên là Money (That's What I Want) của Barrett Strong (1959), đã giành được vị trí số 2 trong bảng xếp hạng R&B của Billboard; bản R&B giành được quán quân đầu tiên là Shop Around bởi Miracles năm 1960. Nó cũng chiếm số 2 tại Billboard Hot 100, và là bản ghi âm đầu tiên bán được hơn triệu bản của Motown. Năm 1960, Gordy đã sáng lập một hãng chị em của Tamla mang tên Motown Records, được lấy từ biệt danh "thành phố Motor" của Detroit. Một công ty chung quản lý hai công ty con Motown Records và Tamla Records đã được thành lập với tên gọi Motown Record Corporation. Một năm sau đó, The Marvelettes đã đem lại cho Motown bản pop quán quân ở Mỹ đầu tiên, Please Mr. Postman. Khoảng giữa những năm 1960, hãng thu âm với sự giúp đỡ của những nhạc sĩ viết ca khúc và nhà sản xuất như Robinson, William "Mickey" Stevenson, Brian Holland, Lamont
Dozier và Norman Whitfield, đã trở thành một thế lực mạnh trong nền công nghiệp âm nhạc.
Nghệ sĩ da trắng đầu tiên thu âm cho Motown là Valadiers. Năm 1961, bản thu Greetings, This Is Uncle Sam của họ, dù phổ biến ở miền Đông và Trung Tây, thì vẫn không lọt vào bảng xếp hạng quốc gia. Ca khúc cũng đã trở thành bài hit cỡ vừa của The Monitors vào vài năm sau đó.
Từ 1961 tới 1971, Motown đã có 110 bài lọt vào Top 10, và những nghệ sĩ như Stevie Wonder, Marvin Gaye, Diana Ross & The Supremes, The Four Tops, và The Jackson 5, đều đã ký kết với Motown. Công ty còn quản lý một vài hãng thu âm khác bên cạnh Tamla và Motown Records. Ví dụ như hãng thứ ba Gordy Records, đã kết hợp với The Temptations và Martha and the Vandellas, V.I.P., hãng thứ tư, đã ghi âm những đĩa của The Velvelettes và The Spinners, hãng thứ năm Soul, với nhóm Jr. Walker & the All Stars và Gladys Knight & the Pips (đây là nhóm đầu tiên đã thành công trước khi đến với Motown, trước đó được biết với tên "The Pips" tại Vee-Jay Records). Những hãng Motown sở hữu đã phát hành những bản thu ở nhiều thể loại khác nhau, bao gồm cả Workshop Jazz (jazz), Mel-o-dy (country), và Rare Earth (rock). Với khẩu hiệu "The Sound of Young America" (Âm thanh của nước Mỹ trẻ), những nghệ sĩ của Motown đã được công chúng kể cả da trắng và da đen yêu thích rộng rãi.
Ở Anh, đĩa hát của Motown đã được phát hành với nhiều hãng khác nhau, đầu tiên là London Records, sau đó đến các hãng Fontana, Oriole American, Stateside Records và cuối cùng Tamla-Motown của EMI.

### "Âm thanh Motown"

#### Quá trình sản xuất
Âm nhạc của Motown được sản xuất với cùng một phong cách hướng tới thị hiếu số đông. Nó đặc trưng bởi một thứ nhạc soul được gọi với thương hiệu "Âm thanh Motown" (The Motown Sound). Âm thanh Motown có một số đặc điểm tiêu biểu như: sử dụng trống tambourine để tạo phách sau, những tiếng guitar bass điện tử du dương và nổi bật, cấu trúc hợp âm và giai điệu đặc trưng cùng với một phong cách hát "gọi và đáp" (call and response) mà bắt nguồn từ nhạc Phúc âm. Thêm vào đó, những kĩ thuật của pop như việc sử dụng hệ thống dàn nhạc dây và nhạc cụ hơi, với dàn hát đệm được phối một cách cẩn thận cũng được sử dụng. Những bản phối phức tạp và những câu nhạc ngắn (riff) chau chuốt và chạy nốt liền mạch (melisma) đều từ bỏ , và tất cả các nhà sản xuất của Motown trước sau đều tuân theo "nguyên tắc KISS" ("keep it simple, stupid")
.
Berry Gordy thường tổ chức một cuộc họp định kỳ vào thứ Sáu hàng tuần, và thường dùng quyền lực phủ quyết để bảo đảm phong cách và chất liệu duy nhất mà công ty theo đuổi cho những sản phẩm sắp phát hành. Yêu cầu đặt ra là mọi bản phát hành mới phải đều lọt vào top 5 đĩa đơn pop bán chạy nhất trong tuần. Tuy nhiên, kết quả là một số bài hát mà Gordy ban đầu loại bỏ sau đó lại giành được thành công về cả phê bình lẫn thương mại, tiêu biểu nhất là hai bài hát của Marvin Gaye, I Heard It Through the Grapevine and What's Going On. Trong vài trường hợp khác, những nhà sản xuất thường làm đi làm lại các bản thu với hy vọng chúng được chấp nhận vào buổi họp thứ Sáu, giống như Norman Whitfield đã làm với I Heard It Through the Grapevine và Ain't Too Proud to Beg của The Temptations.
Nhiều ca khúc nổi tiếng của Motown, như những hit ban đầu của The Supremes, được viết bởi bộ ba Holland-Dozier-Holland (anh em Brian & Eddie Holland cùng cộng sự Lamont Dozier). Những nhà sản xuất và nhạc sĩ quan trọng khác của Motown bao gồm Norman Whitfield & Barrett Strong, Nickolas Ashford & Valerie Simpson, Frank Wilson, Smokey Robinson, Marvin Gaye, Stevie Wonder, và cả Gordy.
Một lượng lớn những ca khúc hit đã được sản xuất từ Motown, và quá trình sản xuất được miêu tả giống như một nhà máy. Những phòng thu Hitsville thường hoạt động 22 tiếng một ngày, và những nghệ sĩ thường đi lưu diễn cả tuần, sau đó quay trở về Detroit để thu âm nhiều nhất có thể, rồi ngay lập tức lại quay trở lại lưu diễn.
Phong cách âm nhạc được sáng tạo bởi các nhạc sĩ Motown đã có ảnh hưởng lớn đến một số nghệ sĩ ngoài hãng khác trong thập niên 1960, như Dusty Springfield và The Foundations. Tại Anh, âm thanh Motown đã trở thành cơ sở cho bước phát triển của Northern soul (thể loại soul phổ biến ở Bắc Anh trong thập niên 1960). Smokey Robinson:

Mọi người lắng nghe nó, và họ sẽ nói "À ha, họ sử dụng nhiều tiếng bass hơn. Hoặc họ sử dụng nhiều trống hơn" chứ chả có cái gì khác. Khi chúng tôi lần đầu thành công với nó, người ta đổ tới từ Đức, Pháp, Ý, Mobile, Alabama. Từ New York, Chicago, California. Từ tất cả mọi nơi. Chỉ để thu âm ở Detroit. They figured it was in the air, that if they came to Detroit and thu âm on the freeway, they'd get the Motown sound. Nghe này, âm thanh Motown đối với tôi không phải là một thứ âm thanh có thể nghe thấy. Nó là linh hồn, và nó đến từ những con người làm ra nó. Người khác không nhận ra rằng chúng ta chỉ có một phòng thu ở đây. nhưng chúng tôi đã thu âm ở Chicago, Nashville, New York, L.A.- hầu hết các thành phố lớn. And we still got the sound.

#### The Funk Brothers
Bên cạnh kỹ năng sản xuất ca khúc của những tác giả và nhà sản xuất, một trong những nhân tố chính cho sự phổ biến rộng rãi của âm nhạc Motown là việc Gordy sử dụng một nhóm nhạc công phòng thu làm việc chặt chẽ và có tính chọn lọc cao, được biết với tên "The Funk Brothers", có vai trò thu âm phần phối khí cho những bài hát. Một số thành viên của nhóm bao gồm người chơi keyboard Earl Van Dyke, Johnny Griffith, và Joe Hunter; nghệ sĩ guitar Joe Messina, Robert White và Eddie Willis; chơi nhạc cụ gõ Eddie "Bongo" Brown và Jack Ashford; chơi trống Benny Benjamin, Uriel Jones, và Richard "Pistol" Allen; chơi bass James Jamerson và Bob Babbitt. Sự nghiệp của The Funk Brothers đã được khắc họa trong bộ phim tài liệu năm 2002 Standing in the Shadows of Motown.
Nhiều phần trong số âm thanh Motown có hệ thống dàn nhạc overdub và nhân lên gấp đôi. Những ca khúc thường kết hợp hai người chơi trống thay cho một (kể cả khi overdub lẫn cả trong unison), cũng như thường có đến ba hoặc bốn cây guitar. Nghệ sĩ guitar bass James Jamerson thường chơi cây đàn của mình với chỉ một ngón tay trỏ, và đã sáng tạo ra rất nhiều đoạn bassline trong các ca khúc của Motown, tiêu biểu như You Can't Hurry Love của nhóm nhạc nữ The Supremes.

#### Phát triển nghệ sĩ
Công việc phát triển nghệ sĩ là một bộ phận chính trong hoạt động của Motown. Những nghệ sĩ của Motown luôn được chuẩn bị kỹ lưỡng, về cả trang phục lẫn vũ đạo trong các buổi biểu diễn trực tiếp. Những nghệ sĩ đó được bảo rằng việc tấn công vào thị trường âm nhạc da trắng sẽ giúp họ trở thành các đại sứ của những nghệ sĩ người Mỹ gốc Phi đang tìm kiếm sự chấp thuận rộng mở hơn trên thị trường, và họ nên nghĩ rằng, việc diễn, đi lại và nói chuyện đều phải hết sức long trọng, để có thể thay đổi quan niệm ít tôn trọng thường thấy ở những người Mỹ da trắng vào lãnh vực của những nhạc sĩ da đen. Không chỉ giúp đỡ những nghệ sĩ trẻ tài năng nhưng lớn lên ở những khu nhà dành cho người thu nhập thấp và thiếu kỹ năng thời trang lẫn xã hội, văn phòng phát triển nghệ sĩ của Motown còn thiết lập một phong cách biểu diễn lịch lãm sang trọng gắn liền với thương hiệu của hãng. Những lớp phát triển nghệ sĩ thế này thường chỉ dành cho những nghệ sĩ trẻ và thiếu kinh nghiệm, do đó sẽ không dành cho nghệ sĩ có thâm niên như Jr. Walker và Marvin Gaye.
Nhiều nghệ sĩ trẻ của Motown đã tham dự một loạt chuyến lưu diễn thường niên mang tên "Motortown Revue", khởi đầu là từ "chitlin' circuit" (dành để chỉ địa điểm biểu diễn của những nghệ sĩ da đen tại vùng Bắc và Đông Hoa Kỳ) và sau đó là vòng quanh thế giới. Những chuyến lưu diễn đã đem tới cho những nghệ sĩ trẻ cơ hội rèn giữa kĩ năng biểu diễn và xã hội đồng thời có thể học hỏi từ những nghệ sĩ đàn anh.

### "Hitsville West" 1972–1998
Sau khi Holland-Dozier-Holland rời khỏi công ty vào năm 1967 vì mâu thuẫn về trẻ tiền tác quyền, chất lượng sản xuất của Motown bắt đầu đi xuống, đi kèm theo tần số của những bài hit quán quân. Norman Whitfield trở thành nhà sản xuất đứng đầu của công ty, và đã dành những bài hit cho The Temptations, Marvin Gaye và Gladys Knight & the Pips. Trong thời gian đó, Berry Gordy đã thành lập Motown Productions, một chi nhánh chuyên sản xuất những chương trình truyền hình đặc biệt cho các nghệ sĩ Motown, bao gồm TCB với Diana Ross & the Supremes cùng The Temptations, Diana! với Diana Ross, và Goin' Back to Indiana với The Jackson 5.
Motown cũng thành lập văn phòng chi nhánh ở thành phố New York và Los Angeles vào giữa thập niên 1960, và từ 1969 đã dần dần chuyển toàn bộ cơ sở của hãng tới Los Angeles. Sau năm 1972, công việc di chuyển đã hoàn thành, ruy nhiên một số nghệ sĩ như Martha Reeves, The Four Tops, Gladys Knight & the Pips và ban nhạc Funk Brothers đã ở lại Detroit hoặc rời bỏ công ty vì những lý do khác nhau. Mục tiêu chính của cơ sở mới lúc này là đi vào ngành công nghiệp điện ảnh và Motown Productions đã khởi đầu bằng hai bộ phim nổi tiếng dành cho Diana Ross: bộ phim tiểu sử của Billie Holliday mang tên Lady Sings the Blues (1972) và phim Mahogany (1975). Những bộ phim khác của Motown là Thank God It's Friday (1978), The Wiz (1978) và Berry Gordy's The Last Dragon (1985).
Norman Whitfield rời khỏi Motown năm 1973. Dù mất Holland-Dozier-Holland, Norman Whitfield, cùng với một số lượng các nhà sản xuất và nhạc sĩ trong năm 1975, Motown vẫn có được những nghệ sĩ thành công vào cuối thập niên 1970 và đầu thập niên 1980, như Lionel Richie và The Commodores, Rick James, Teena Marie và DeBarge. Giữa những năm 1980, Motown bị thua lỗ, và Berry Gordy đã bán cổ phần của mình cho Music Corporation of America (MCA) và Boston Ventures vào tháng 6 năm 1988 lấy 61 triệu đô la. Năm 1989, Gordy tiếp tục bán Motown Productions cho Suzanne de Passe, và sau đó de Passe đã đổi tên công ty thành de Passe Entertainment và tiếp tục hoạt động cho đến ngày nay.
Trong những năm 1990, Motown cũng thành công với Boyz II Men và Johnny Gill, dù công ty vẫn tiếp tục hoạt động trong tình trạng lộn xộn. Những thành viên khác trong ban quản trị của Motown đã được MCA bổ nhiệm để điều hành công ty, khởi đầu từ Jheryl Busby trong vai trò người kế nhiệm Gordy. Tuy vậy, Busby đã tranh cãi với MCA, và tuyên bố rằng công ty này sẽ không mang lại cho những sản phẩm của Motown sự chú trọng hay đẩy mạnh thỏa đáng nào. Năm 1991, Motown kiện MCA để đòi chấm dứt hợp đồng phân phối với công ty này, và bắt đầu phân phối sản phẩm thông qua PolyGram. Polygram mua lại Motown từ Boston Ventures ba năm sau đó. Năm 1994, Busby bị thay thế bởi Andre Harrell, người chủ của Uptown Records trước đó. Harrell làm giám đốc điều hành của Motown trong vòng hai năm, sau đó phải rời khỏi công ty vì bị cho là thiếu năng lực. Danny Goldberg, người từng điều hành hãng Mercury Records của Polygram, đã đảm đương công việc điều hành Motown, cùng với George Jackson trong vai trò chủ tịch.

### Universal Motown: 1999–nay
Năm 1998, Motown có thêm những ngôi sao như 702, Brian McKnight và Erykah Badu. Tháng 12 năm đó, PolyGram đã được mua lại bởi Seagram, và Motown đã được sáp nhập vào Universal Music Group. Universal trong thời gian ngắn đã tính toán đến chuyện đóng của hãng thu âm, nhưng thay vì thế đã quyết định tái cơ cấu nó. Kedar Massenburg, nhà sản xuất cho Erykah Badu, đã trở thành người đứng đầu công ty, và đã thành công với những bản thu của Badu, McKnight, Michael McDonald và nghệ sĩ mới India.Arie.
Năm 2005, Massenburg bị thay thế bởi Sylvia Rhone, cựu giám đốc điều hành hãng Elektra Records. Motown đã được sáp nhập với Universal Records để trở thành Universal Motown Records Group, một chi nhánh của Universal, quản lý việc phát hành của các hãng Motown, Universal, Blackground, Republic, Cash Money, Casablanca và nhiều hãng ghi âm khác. Những nghệ sĩ hiện tại của Motown bao gồm ca sĩ R&B India.Arie, Erykah Badu, Mýa, Kem và Yummy Bingham, ca sĩ Lindsay Lohan (ký với Motown năm 2008, ca sĩ reggae Damian và Stephen Marley cùng rapper Trick Trick và Nick Cannon.
Diana Ross, Smokey Robinson, Stevie Wonder và The Temptations đã vẫn giữ cộng tác với Motown như khi từ lúc ban đầu, dù rằng cả Diana và Temptations đều đã sang thu ở hãng khác trong một vài năm. Ross rời Motown từ 1981 đến 1988, sau đó trở lại với Motown từ 1989 đến 2002, Robinson rời khỏi hãng trong thời gian ngắn năm 1999, và Temptations rời năm 2004. Chỉ có Stevie Wonder là nghệ sĩ duy nhất gắn bó với Motown kể từ thời kỳ "cổ điển" của hãng cho đến ngày nay. Các sản phẩm do Motown phát hành hiện nay đều mang logo mới, "M", được cách điệu hóa từ tên hãng, trong đó những đĩa tái bản của Motown cổ điển lại sử dụng logo "M" theo phong cách mod ra mắt kể từ năm 1965.

## Hãng chi nhánh của Motown

### Chi nhánh chính
- Motown Records: thành lập năm 1960, đã và đang vẫn là hãng chính của cho dòng nhạc chủ đạo R&B/soul (và ngày nay thêm cả hip hop). Hệ thống đánh số củat hãng được sáp nhập với Tamla và Gordy vào năm 1982, sau đó hãng đã được mua lại bởi MCA in 1988. Những nghệ sĩ danh tiếng từng thuộc Motown Records bao gồm Mary Wells, Diana Ross & The Supremes, The Four Tops, The Jackson 5, Boyz II Men, The Commodores, và Erykah Badu.
- Tamla Records: thành lập năm 1959; Tamla đã là chi nhánh quan trọng cho dòng nhạc chủ đạo R&B/soul. Tamla thực tế là hãng thu âm đầu tiên và Gordy đã từng thành lập Tamla vài tháng trước khi thành lập công ty mẹ Motown Record Corporation. Hệ thống đánh số của hãng được sáp nhập với Motown và Gordy Records năm 1982, và hãng đã nhập lại với Motown năm 1988. Những nghệ sĩ nổi tiếng với Tamla từng bao gồm Smokey Robinson & The Miracles, Marvin Gaye, Stevie Wonder, và The Marvelettes.
- Gordy Records: thành lập năm 1961, Gordy cũng là một trong những chi nhánh của dòng nhạc chủ đạo R&B/soul. Lúc đầu thành lập với tên Miracle Records (khẩu hiệu: "If It's a Hit, It's a Miracle"), sau đó đổi lại năm 1962 để không lẫn lộn với nhóm hát Miracles. Hệ thống đánh số của hãng được sáp nhập với Motown và Tamla năm 1982, và hãng cũng nhập lại với Motown năm 1988. Những nghệ sĩ nổi tiếng từng cộng tác với Gordy Records gồm The Temptations, Martha Reeves & the Vandellas, The Contours, Rick James và DeBarge. Slogan của Gordy Records: "It's What's in the Grooves that Counts"

### Chi nhánh R&B/soul phụ
- Check-Mate Records: tồn tại thời gian ngắn (1961–1962), là chi nhánh R&B/soul phụ, mua lại từ Chess Records. Những nghệ sĩ nổi tiếng có David Ruffin and The Del-Phis (về sau là Martha & the Vandellas).
- Miracle Records: tồn tại thời gian ngắn (1961), đóng cửa và tái tổ chức lại với tên Gordy Records năm 1962. Những nghệ sĩ nổi tiếng co Jimmy Ruffin và The Temptations (thời gian đầu).
- Soul Records: thành lập năm 1964, là chi nhánh phụ cho dòng R&B/soul, thường phát hành những bản thu với ít chất pop và/hoặc đậm chất soul/blues truyền thống hơn. Những nghệ sĩ nổi tiếng có Jr. Walker & the All-Stars, Gladys Knight & the Pips và Jimmy Ruffin. Hãng tan rã năm 1978.
- V.I.P. Records: thành lập năm 1964, là chi nhánh phụ cho dòng R&B/soul. Nghệ sĩ nổi tiếng gồm có Shorty Long, The Velvelettes, The Spinners, The Elgins và Chris Clark. Giải tán năm 1974.
- Mo-West Records: tồn tại thời gian ngắn (1971–1973), đóng cửa khi văn phòng Motown chuyển tới Los Angeles. Những nghệ sĩ nổi tiếng là G.C. Cameron, Syreeta Wright và DJ Tom Clay.
- Motown Yesteryear: thành lập cuối thập niên 1970 và tồn tại suốt những năm 1980, có vai trò tái bản những đĩa đơn 7 inch ở tất cả các lĩnh vực trong lịch sử công ty, sau khi việc in ở hãng trước đó bị chấm dứt. Một đĩa đơn Motown Yesteryear lại tái xuất hiện trên Billboard Top 40 - ca khúc Do You Love Me của The Contours', vào năm 1988 khi được sử dụng trong nhạc phim Dirty Dancing, và đã làm hồi sinh sự quan tâm của ca khúc này.

### Hãng thu âm thể loại khác
- Divinity Records: tồn tại thời gian ngắn (1961–1963), chi nhánh nhạc gospel.
- Mel-o-dy Records: thành lập năm 1962 với vai trò là chi nhánh R&B phụ, sau đó lại quy tụ các nghệ sĩ nhạc đồng quê da trắng. Nghệ sĩ nổi tiếng có Dorsey Burnette. Hãng giải thể năm 1965.
- Workshop Jazz Records: chi nhánh jazz, hoạt động từ 1962 đến 1964. Những nghệ sĩ nổi tiếng có George Bohannon Trio và Four Tops (những bản thu âm của hãng này đã không được đưa ra cho đến gần 30 năm).
- Rare Earth Records: thành lập năm 1969 sau khi ký hợp đồng với ban nhạc Rare Earth và mang tên của ban này., Rare Earth Records là chi nhánh quy tụ các nghệ sĩ da trắng chơi rock. Những nghệ sĩ nổi tiếng có Rare Earth, R. Dean Taylor, The Pretty Things, Stoney & Meatloaf và Shaun Murphy. Hãng cũng là chi nhánh đã chứa ban nhạc da trắng đầu tiên ký hợp đồng với Motown, The Rustix. Hãng giải tán năm 1976, và các nghệ sĩ sau đó đã chuyển đến chi nhánh Prodigal.
- Weed Records: tồn tại trong thời gian rất ngắn và chỉ có duy nhất một album CC Rides Again của Chris Clark năm 1969, được phát hành. Album này có tagline châm biếm là "Your Favorite Artists Are On Weed." Cái tên "Weed Records" hiện nay được đặt cho một hãng đĩa có cơ sở tại Tokyo-New York.
- Black Forum Records: chi nhánh chuyên phát hành album nói mà bao gồm những bài thơ, bài phát biểu mang tính chất chính trị cấp tiến và ủng hộ quyền công dân. Black Forum đã phát hành những bài phát biểu của Martin Luther King, Jr., Stokely Carmichael, Elaine Brown và những người khác từ 1970 đến 1973.
- Natural Resources Records: hoạt động trong năm 1972-1973 và năm 1976 trở thành chi nhánh nhỏ cho các nghệ sĩ và ban nhạc da trắng. Từ 1978-1979, trở thành hãng tái bản các album của Motown, Tamla và Gordy cùng các album tuyển tập Motown.
- Prodigal Records: mua lại bởi Motown năm 1974, và trở thành chi nhánh rock thứ hai song song với Rare Earth Records. Về sau ban nhạc Rare Earth cũng chuyển về hãng này. Prodigal đóng cửa năm 1978.
- Hitsville Records: lúc đầu mang tên Melodyland Records năm 1974, đổi thành Hitsville năm 1976. Giống như Mel-o-dy, Hitsville tập trung vào nhạc đồng quê. Nghệ sĩ nổi tiếng có Pat Boone và T.G. Sheppard. Hãng đóng cửa năm 1977.
- Morocco Records: Morocco có nghĩa là "Motown Rock Company", và đúng như tên gọi, là một chi nhánh nhạc rock. Hoạt động thời gian ngắn từ 1983 đến 1984, với mục đích tái phát hành album của Rare Earth Records. Hãng chỉ phát hành 7 album. Đã mang lại hai ban nhạc triển vọng: Duke Jupiter và bộ ba new wave Tiggi Clay (qua ca sĩ chính của ban, Fizzy Qwick), sau này hai nhóm này đã chuyển lên công ty mẹ.
- Onedirection Records: sở hữu bởi Stevie Wonder, và chỉ phát hành duy nhất một bản dance 12-inch, ca khúc rap 15 phút "The Crown" bởi Gary Byrd và G.B. Experience.
- Motown Latino Records: tồn tại thời gian ngắn (1982), chi nhánh của hãng tiếng Tây Ban Nha Latin American music.
- Mo Jazz Records: chi nhánh jazz lập những năm 1990. Những nghệ sĩ nổi tiếng có Norman Brown, Foley và J. Spencer.
- Mad Sounds Recordings: chi nhánh hip hop/rap tồn tại thời gian ngắn, đã phát hành 5 album vào giữa thập niên 1990s.[7]

### Hãng độc lập phân phối bởi Motown
- Chisa Records: hãng đĩa sở hữu bởi Hugh Masekela, được Motown phân phối từ 1969 đến 1972 (trước đó phân phối bởi Vault Records).
- Ecology Records : một hãng tồn tại rất ngắn sở hữu bởi Sammy Davis, Jr., được phân phối bởi Motown. Chỉ phát hành duy nhất đĩa đơn In My Own Lifetime/I'll Begin Again, bởi Davis năm 1971.
- CTI Records: hãng jazz của Creed Taylor, được Motown phân phối từ 1974 đến 1975. Những chi nhánh của CTI được phân phối bởi Motown gồm có Kudu Records, Three Brothers Records và Salvation Records.
- Gull Records: hãng đĩa hiện nay vẫn còn hoạt động đặt tại Anh. Motown phát hành hộ Gull tại Mỹ năm 1975. LP của ban nhạc Judas Priest, Sad Wings of Destiny, dự định phát hành bởi Motown tại Mỹ, tuy nhiên thỏa thuận của Motown và Gull đã thất bại.
- Biv 10 Records: hãng hip-hop/R&B đuowcj thành lập bởi Michael Bivins. Hãng hoạt động trong hầu hết thập niên 1990. Những nghệ sĩ nổi tiếng bao gồm Another Bad Creation, Boyz II Men và 702.